# Satyrus infralbovittata
Satyrus infralbovittata är en fjärilsart som beskrevs av Ruggero Verity 1953. Satyrus infralbovittata ingår i släktet Satyrus och familjen praktfjärilar. Inga underarter finns listade.